# Hutthurm
Hutthurm é um município da Alemanha, situado no distrito de Passau, no estado da Baviera. Tem 37,20 km² de área, e sua população em 2019 foi estimada em 6.189 habitantes.